# Grand Prix FIDE 2022
Le Grand Prix FIDE 2022 est une compétition internationale de jeu d'échecs organisée par la FIDÉ, composée de trois tournois disputés entre février et avril 2022 qui réunissent chacun seize joueurs. Les joueurs sont tenus de participer à au moins deux des trois manifestations.
Le premier et le deuxième du classement final sont qualifiés pour le tournoi des candidats  disputé pendant l'été 2022.

## Participants
Participant à deux sur trois tournois, 24 joueurs sont retenus pour l'ensemble des trois tournois. Des joueurs ont été désignés pour remplacer Ding Liren et Dmitri Andreïkine lors du premier tournoi. Wei Yi est remplacé par Pentala Harikrishna pour l'ensemble des tournois. 
En application des mesures prises par la FIDÉ le 27 février 2022 prises à la suite de l'invasion de l'Ukraine par la Russie, les joueurs russes participent au tournoi sous drapeau neutre.
| Joueur                                                                    | Fédération  | Mode de qualification                                          |
| ------------------------------------------------------------------------- | ----------- | -------------------------------------------------------------- |
| Shakhriyar Mamedyarov                                                     | Azerbaïdjan | Selon le classement Elo de décembre 2021                       |
| Levon Aronian                                                             | Arménie     | Selon le classement Elo de décembre 2021                       |
| Ding Liren (remplacé par Radosław Wojtaszek pour le premier tournoi)      | Chine       | Selon le classement Elo de décembre 2021                       |
| Anish Giri                                                                | Pays-Bas    | Selon le classement Elo de décembre 2021                       |
| Wesley So                                                                 | États-Unis  | Selon le classement Elo de décembre 2021                       |
| Aleksandr Grichtchouk                                                     | Russie      | Selon le classement Elo de décembre 2021                       |
| Richárd Rapport                                                           | Hongrie     | Selon le classement Elo de décembre 2021                       |
| Leinier Domínguez                                                         | États-Unis  | Selon le classement Elo de décembre 2021                       |
| Nikita Vitiougov                                                          | Russie      | Selon le classement Elo de décembre 2021                       |
| Dmitri Andreïkine (remplacé par Andreï Essipenko pour le premier tournoi) | Russie      | Selon le classement Elo de décembre 2021                       |
| Pentala Harikrishna (remplace Wei Yi)                                     | Inde        | Selon le classement Elo de décembre 2021                       |
| Vidit Santosh Gujrathi                                                    | Inde        | demi-finaliste ou quart de finaliste de la Coupe du monde 2021 |
| Samuel Shankland                                                          | États-Unis  | demi-finaliste ou quart de finaliste de la Coupe du monde 2021 |
| Amin Tabatabaei                                                           | Iran        | demi-finaliste ou quart de finaliste de la Coupe du monde 2021 |
| Étienne Bacrot                                                            | France      | demi-finaliste ou quart de finaliste de la Coupe du monde 2021 |
| Vladimir Fedosseïev                                                       | Russie      | demi-finaliste ou quart de finaliste de la Coupe du monde 2021 |
| Maxime Vachier-Lagrave                                                    | France      | Open Grand Suisse FIDE 2021                                    |
| Yu Yangyi                                                                 | Chine       | Open Grand Suisse FIDE 2021                                    |
| Alexeï Chirov                                                             | Espagne     | Open Grand Suisse FIDE 2021                                    |
| Aleksandr Predke                                                          | Russie      | Open Grand Suisse FIDE 2021                                    |
| Vincent Keymer                                                            | Allemagne   | Open Grand Suisse FIDE 2021                                    |
| Grigori Oparine                                                           | Russie      | Open Grand Suisse FIDE 2021                                    |
| Hikaru Nakamura                                                           | États-Unis  | Sélectionnés par le président de la FIDE                       |
| Andreï Essipenko (remplace Dmitri Andreïkine)                             | Russie      | Sélectionnés par le président de la FIDE                       |
| Radosław Wojtaszek (remplace Ding Liren)                                  | Pologne     | Sélectionnés par le président de la FIDE                       |
| Daniil Doubov                                                             | Russie      | Sélectionné par les organisateurs                              |

## Formats et cadences
Chacun des trois tournois est constitué d'une phase de poule avec quatre groupes de quatre joueurs, suivie d'un tournoi à élimination directe (demi-finales). Les tournois préliminaires sont des tournois à deux tours et le premier de chaque poule est qualifié pour les demi-finales du tournoi.
La cadence de chacun des matchs (demi-finales et finale) est assujettie au format suivant :
- D'abord deux parties à la cadence classique de 90 minutes + 30 minutes après le 40e coup avec un incrément de 30 secondes à chaque coup à partir du premier coup.

En cas d'égalité 1-1, le même modèle est appliqué avec des temps qui se réduisent.
- 15 minutes + 10 secondes/coup puis, si égalité 1-1,
- 3 minutes + 2 secondes/coup puis, si égalité 1-1,
- Et enfin une partie « armagédon » (mort subite) ou les Blancs reçoivent un temps supplémentaire, les Noirs l'emportant en cas de partie nulle[1].

## Prix et points «Grand Prix»
À l'issue des trois tournois seront qualifiés pour le Tournoi des Candidats les deux joueurs ayant cumulé le plus de points "Grand Prix". Pour chaque tournoi, les points "Grand prix" sont attribués selon la formule suivante : 
| Classement            | Nombre de joueurs | Points Grand Prix | Prix emportés |
| --------------------- | ----------------- | ----------------- | ------------- |
| Gagnant               | 1                 | 13                | 24 000 euros  |
| Finaliste             | 1                 | 10                | 18 000 euros  |
| Demi-finaliste        | 2                 | 7                 | 12 000 euros  |
| Deuxième de sa poule  | 4                 | 4                 | 9 000 euros   |
| Troisième de sa poule | 4                 | 2                 | 7 000 euros   |
| Quatrième de sa poule | 4                 | 0                 | 5 000 euros   |

En cas d'égalité dans le classement final, les joueurs sont classés suivant le nombre de premières places, puis de deuxièmes places. En cas d'égalité, chaque match gagné sans départage apporte 1 point supplémentaire dans le départage, ensuite on utilise le nombre de parties classiques remportées dans les tournois.

## Palmarès des trois tournois du Grand Prix
| Lieu     | Dates                | Vainqueur             | Finaliste               | Demi-finalistes                                   |
| -------- | -------------------- | --------------------- | ----------------------- | ------------------------------------------------- |
| Berlin   | 3-17 février         | Hikaru Nakamura (USA) | Levon Aronian (USA)     | Richárd Rapport (HUN) Leinier Domínguez (USA)     |
| Belgrade | 28 février - 14 mars | Richárd Rapport (HUN) | Dmitri Andreïkine (RUS) | Anish Giri (NED) Maxime Vachier-Lagrave (FRA)     |
| Berlin   | 21 mars-4 avril      | Wesley So (USA)       | Hikaru Nakamura (USA)   | Shakhriyar Mamedyarov (AZE) Amin Tabatabaei (IRN) |

## Premier tournoi: Berlin

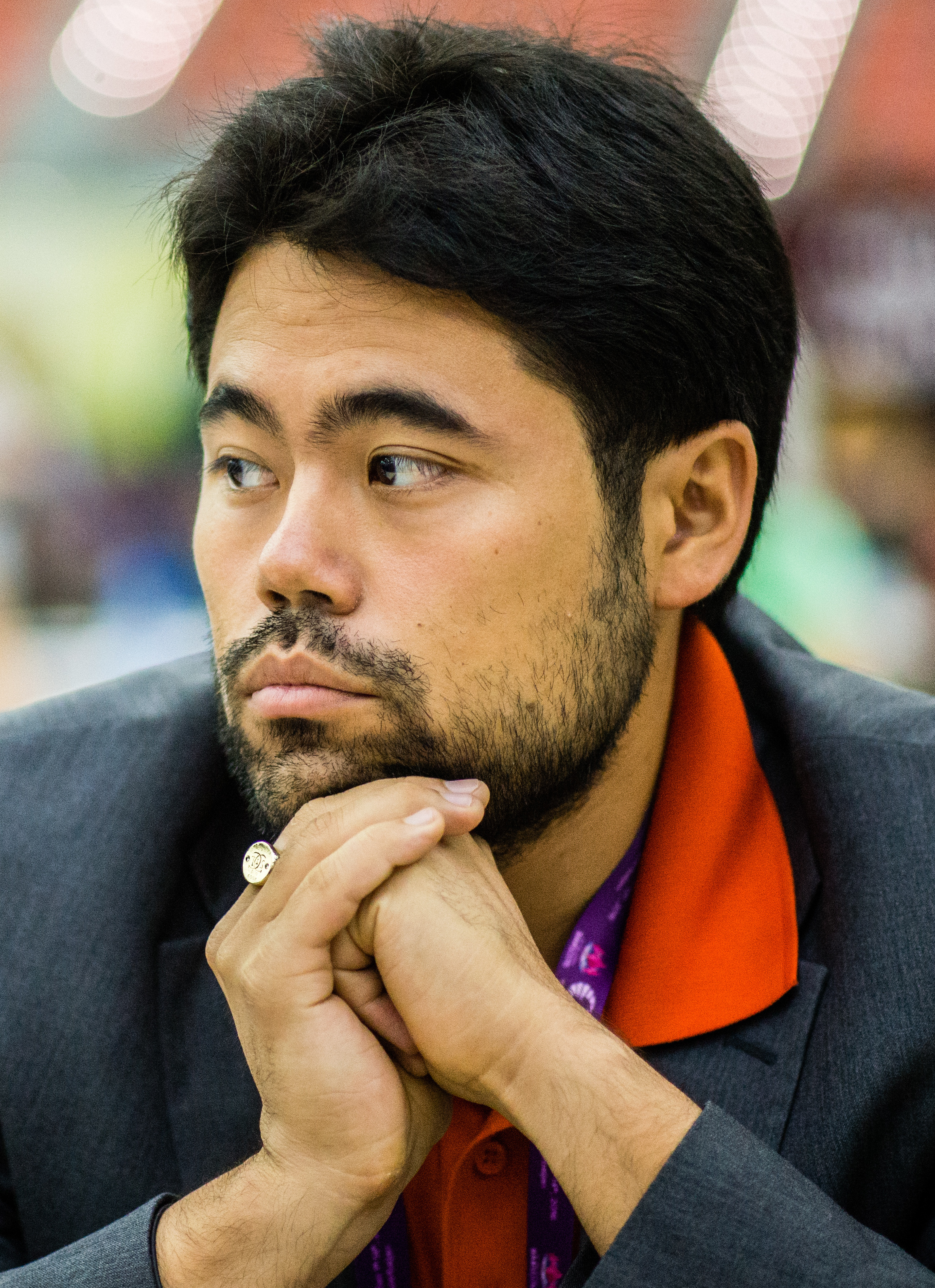
Hikaru Nakamura vainqueur du tournoi de Berlin

Le premier tournoi s'est déroulé à Berlin, en Allemagne,du 4 au 17 février 2022. En raison de problèmes de santé et de visa, Dmitri Andreïkine et Ding Liren ont été respectivement remplacés par Andreï Essipenko et Radoslaw Wojtaszek.

### Phase de poules en tournois à deux tours
Les six rondes ont eu lieu en cadence standard ; les 4, 5, 6, 7, 9, et 10 février, et les départages le 11 février. Les joueurs dont le nom est en gras se sont qualifiés pour la phase d'élimination directe.

#### Poule A
| Rang | Joueur                      | Classement Elo décembre 2021 | NAK | NAK | ESI | ESI | GRI | GRI | BAC | BAC | Points |
| ---- | --------------------------- | ---------------------------- | --- | --- | --- | --- | --- | --- | --- | --- | ------ |
| 1    | Hikaru Nakamura (USA)       | 2736                         |     |     | 1   | ½   | 1   | ½   | ½   | ½   | 4      |
| 2    | Andreï Essipenko (RUS)      | 2714                         | ½   | 0   |     |     | ½   | ½   | 1   | 1   | 3.5    |
| 3    | Alexandre Grichtchouk (RUS) | 2764                         | ½   | 0   | ½   | ½   |     |     | 1   | ½   | 3      |
| 4    | Étienne Bacrot (FRA)        | 2642                         | ½   | ½   | 0   | 0   | ½   | 0   |     |     | 1.5    |

#### Poule B
| Rang | Joueur                    | Classement Elo décembre 2021 | RAP | RAP | WOJ | WOJ | FED | FED | OPA | OPA | Points | Points de départage |
| ---- | ------------------------- | ---------------------------- | --- | --- | --- | --- | --- | --- | --- | --- | ------ | ------------------- |
| 1    | Richárd Rapport (HUN)     | 2763                         |     |     | ½   | 0   | 1   | 1   | ½   | ½   | 3.5    | 1.5                 |
| 2    | Radosław Wojtaszek (POL)  | 2686                         | 1   | ½   |     |     | ½   | ½   | ½   | ½   | 3.5    | 0.5                 |
| 3    | Vladimir Fedosseïev (RUS) | 2704                         | 0   | 0   | ½   | ½   |     |     | 1   | 1   | 3      | -                   |
| 4    | Grigori Oparine (RUS)     | 2681                         | ½   | ½   | ½   | ½   | 0   | 0   |     |     | 2      | -                   |

#### Poule C
| Rang | Joueur               | Classement Elo décembre 2021 | ARO | ARO | GUJ | GUJ | DUB | DUB | KEY | KEY | Points |
| ---- | -------------------- | ---------------------------- | --- | --- | --- | --- | --- | --- | --- | --- | ------ |
| 1    | Levon Aronian (USA)  | 2772                         |     |     | 1   | ½   | ½   | ½   | 1   | 1   | 4.5    |
| =2   | Vidit Gujrathi (IND) | 2727                         | ½   | 0   |     |     | 1   | ½   | ½   | ½   | 3      |
| =2   | Daniil Doubov (RUS)  | 2720                         | ½   | ½   | ½   | 0   |     |     | 1   | ½   | 3      |
| 4    | Vincent Keymer (GER) | 2664                         | 0   | 0   | ½   | ½   | ½   | 0   |     |     | 1.5    |

#### Poule D
| Rang | Joueur                    | Classement Elo décembre 2021 | DOM | DOM | WSO | WSO | HAR | HAR | SHI | SHI | Points | Points de départage |
| ---- | ------------------------- | ---------------------------- | --- | --- | --- | --- | --- | --- | --- | --- | ------ | ------------------- |
| 1    | Leinier Domínguez (USA)   | 2752                         |     |     | 0   | ½   | ½   | 1   | 1   | 1   | 4      | 1.5                 |
| 2    | Wesley So (USA)           | 2772                         | ½   | 1   |     |     | ½   | ½   | 1   | ½   | 4      | 0.5                 |
| 3    | Pentala Harikrishna (IND) | 2717                         | 0   | ½   | ½   | ½   |     |     | ½   | ½   | 2.5    | -                   |
| 4    | Alexeï Chirov (ESP)       | 2704                         | 0   | 0   | ½   | 0   | ½   | ½   |     |     | 1.5    | -                   |

### Phase d'élimination directe

#### Demi-finale 1
| Nom                   | Classement Elo décembre 2021 | 1 | 2 | Total |
| --------------------- | ---------------------------- | - | - | ----- |
| Hikaru Nakamura (USA) | 2736                         | 1 | ½ | 1.5   |
| Richárd Rapport (HUN) | 2763                         | 0 | ½ | 0.5   |

#### Demi-finale 2
| Nom                     | Classement Elo décembre 2021 | 1 | 2 | Total |
| ----------------------- | ---------------------------- | - | - | ----- |
| Levon Aronian (USA)     | 2772                         | 1 | ½ | 1.5   |
| Leinier Domínguez (USA) | 2752                         | 0 | ½ | 0.5   |

#### Finale
| Nom                   | Classement Elo décembre 2021 | 1 | 2 | R1 | R2 | Total |
| --------------------- | ---------------------------- | - | - | -- | -- | ----- |
| Hikaru Nakamura (USA) | 2736                         | ½ | ½ | 1  | 1  | 3     |
| Levon Aronian (USA)   | 2772                         | ½ | ½ | 0  | 0  | 1     |

## Deuxième tournoi: Belgrade
Le second tournoi s'est déroulé à Belgrade, en Serbie, du 1er au 14 mars 2022.

### Phase de poules en tournois à deux tours
Les six rondes ont eu lieu en cadence standard les 1er, 2, 3, 4, 6, et 7 mars. Dmitri Andreïkine,  Anish Giri, Richárd Rapport et Maxime Vachier-Lagrave se sont qualifiés pour la phase à élimination directe.

#### Poule A
| Rang | Joueur                      | Classement Elo décembre 2021 | GRI | GRI | AND | AND | SHA | SHA | BAC | BAC | Points |
| ---- | --------------------------- | ---------------------------- | --- | --- | --- | --- | --- | --- | --- | --- | ------ |
| 1    | Dmitri Andreïkine (RUS)     | 2724                         | ½   | 1   |     |     | ½   | ½   | 1   | ½   | 4      |
| 2    | Sam Shankland (USA)         | 2708                         | 1   | ½   | ½   | ½   |     |     | ½   | ½   | 3½     |
| 3    | Étienne Bacrot (FRA)        | 2642                         | ½   | ½   | ½   | 0   | ½   | ½   |     |     | 2½     |
| 4    | Alexandre Grichtchouk (RUS) | 2763                         |     |     | 0   | ½   | ½   | 0   | ½   | ½   | 2      |

#### Poule B
| Rang | Joueur                    | Classement Elo décembre 2021 | GIR | GIR | VIT | VIT | HAR | HAR | TAB | TAB | Points |
| ---- | ------------------------- | ---------------------------- | --- | --- | --- | --- | --- | --- | --- | --- | ------ |
| 1    | Anish Giri (NED)          | 2772                         |     |     | 1   | ½   | ½   | ½   | 1   | ½   | 4      |
| =2   | Nikita Vitiougov (RUS)    | 2726                         | ½   | 0   |     |     | ½   | 1   | ½   | ½   | 3      |
| =2   | Amin Tabatabaei (IRN)     | 2642                         | ½   | 0   | ½   | ½   | ½   | 1   |     |     | 3      |
| 4    | Pentala Harikrishna (IND) | 2717                         | ½   | ½   | 0   | ½   |     |     | 0   | ½   | 2      |

#### Poule C
| Rang | Joueur                    | Classement Elo décembre 2021 | RAP | RAP | GUJ | GUJ | FED | FED | CHI | CHI | Points |
| ---- | ------------------------- | ---------------------------- | --- | --- | --- | --- | --- | --- | --- | --- | ------ |
| 1    | Richárd Rapport (HUN)     | 2763                         |     |     | 1   | 1   | ½   | ½   | ½   | ½   | 4      |
| 2    | Vidit Gujrathi (IND)      | 2727                         | 0   | 0   |     |     | 1   | ½   | 1   | ½   | 3      |
| =3   | Vladimir Fedosseïev (RUS) | 2704                         | ½   | ½   | ½   | 0   |     |     | 1   | 0   | 2½     |
| =3   | Alexeï Chirov (ESP)       | 2704                         | ½   | ½   | ½   | 0   | 1   | 0   |     |     | 2½     |

#### Poule D
| Rang | Joueur                       | Classement Elo décembre 2021 | MAM | MAM | MVL | MVL | YU | YU | PRE | PRE | Points |
| ---- | ---------------------------- | ---------------------------- | --- | --- | --- | --- | -- | -- | --- | --- | ------ |
| 1    | Maxime Vachier-Lagrave (FRA) | 2761                         | ½   | ½   |     |     | ½  | ½  | ½   | 1   | 3½     |
| =2   | Shakhriyar Mamedyarov (AZE)  | 2767                         |     |     | ½   | ½   | ½  | ½  | ½   | ½   | 3      |
| =2   | Aleksandr Predke (RUS)       | 2682                         | ½   | ½   | 0   | ½   | ½  | 1  |     |     | 3      |
| 4    | Yu Yangyi (CHN)              | 2713                         | ½   | ½   | ½   | ½   |    |    | 0   | ½   | 2½     |

### Phase d'élimination directe

#### Demi-finale 1
| Nom                     | Classement Elo décembre 2021 | 1 | 2 | R1 | R2 | Total |
| ----------------------- | ---------------------------- | - | - | -- | -- | ----- |
| Anish Giri (NED)        | 2772                         | ½ | ½ | ½  | 0  | 1.5   |
| Dmitri Andreïkine (RUS) | 2724                         | ½ | ½ | ½  | 1  | 2.5   |

#### Demi-finale 2
| Nom                          | Classement Elo décembre 2021 | 1 | 2 | Total |
| ---------------------------- | ---------------------------- | - | - | ----- |
| Richárd Rapport (HUN)        | 2763                         | 1 | ½ | 1.5   |
| Maxime Vachier-Lagrave (FRA) | 2761                         | 0 | ½ | 0.5   |

#### Finale
| Nom                     | Classement Elo décembre 2021 | 1 | 2 | Total |
| ----------------------- | ---------------------------- | - | - | ----- |
| Dmitri Andreïkine (RUS) | 2724                         | ½ | 0 | 0.5   |
| Richárd Rapport (HUN)   | 2763                         | ½ | 1 | 1.5   |

## Troisième tournoi: Berlin
Le troisième tournoi aura lieu à Berlin, en Allemagne, du 21 mars au 4 avril 2022.

### Phase de poules en tournois à deux tours
Les six rondes auront lieu en cadence standard les 22, 23, 24, 25, 27, et 28 mars, et les départages le 29 mars. Le vainqueur de chaque poule se qualifie pour la phase à élimination directe.

#### Poule A
| Rang | Joueur                | Classement Elo mars 2022 | NAK | NAK | OPA | OPA | ARO | ARO | ESI | ESI | Points |
| ---- | --------------------- | ------------------------ | --- | --- | --- | --- | --- | --- | --- | --- | ------ |
| 1    | Hikaru Nakamura (USA) | 2750                     |     |     | 1   | ½   | 1   | 0   | ½   | 1   | 4      |
| 2    | Grigoriy Oparin (RUS) | 2674                     | ½   | 0   |     |     | 1   | ½   | 1   | ½   | 3.5    |
| 3    | Levon Aronian (USA)   | 2785                     | 1   | 0   | ½   | 0   |     |     | 1   | ½   | 3      |
| 4    | Andrey Esipenko (RUS) | 2723                     | 0   | ½   | ½   | 0   | ½   | 0   |     |     | 1.5    |

#### Poule B
| Rang | Joueur                      | Classement Elo mars 2022 | MAM | MAM | KEY | KEY | DOM | DOM | DUB | DUB | Points | Points de départage |
| ---- | --------------------------- | ------------------------ | --- | --- | --- | --- | --- | --- | --- | --- | ------ | ------------------- |
| 1    | Shakhriyar Mamedyarov (AZE) | 2776                     |     |     | 1   | ½   | ½   | ½   | ½   | ½   | 3.5    | 3                   |
| 2    | Vincent Keymer (GER)        | 2655                     | ½   | 0   |     |     | 1   | ½   | 1   | ½   | 3.5    | 1                   |
| 3    | Leinier Domínguez (USA)     | 2756                     | ½   | ½   | ½   | 0   |     |     | ½   | 1   | 3      | -                   |
| 4    | Daniil Dubov (RUS)          | 2711                     | ½   | ½   | ½   | 0   | 0   | ½   |     |     | 2      | -                   |

#### Poule C
| Rang | Joueur                       | Classement Elo mars 2022 | WSO | WSO | SHA | SHA | PRE | PRE | MVL | MVL | Points | Points de départage |
| ---- | ---------------------------- | ------------------------ | --- | --- | --- | --- | --- | --- | --- | --- | ------ | ------------------- |
| 1    | Wesley So (USA)              | 2778                     |     |     | ½   | ½   | ½   | ½   | ½   | 1   | 3.5    | 1.5                 |
| 2    | Sam Shankland (USA)          | 2704                     | ½   | ½   |     |     | ½   | 1   | ½   | ½   | 3.5    | 0.5                 |
| =3   | Alexandr Predke (RUS)        | 2682                     | ½   | ½   | 0   | ½   |     |     | 1   | 0   | 2.5    | -                   |
| =3   | Maxime Vachier-Lagrave (FRA) | 2761                     | 0   | ½   | ½   | ½   | 1   | 0   |     |     | 2.5    | -                   |

#### Poule D
| Rang | Joueur                 | Classement Elo mars 2022 | TAB | TAB | VIT | VIT | YAN | YAN | GIR | GIR | Points |
| ---- | ---------------------- | ------------------------ | --- | --- | --- | --- | --- | --- | --- | --- | ------ |
| 1    | Amin Tabatabaei (IRN)  | 2623                     |     |     | 1   | 0   | ½   | ½   | ½   | 1   | 3.5    |
| =2   | Nikita Vitiougov (RUS) | 2726                     | 1   | 0   |     |     | ½   | ½   | ½   | ½   | 3      |
| =2   | Yu Yangyi (CHN)        | 2713                     | ½   | ½   | ½   | ½   |     |     | ½   | ½   | 3      |
| 4    | Anish Giri (NED)       | 2771                     | 0   | ½   | ½   | ½   | ½   | ½   |     |     | 2.5    |

### Phase à élimination directe

#### Demi-finale 1
| Nom                         | Classement Elo mars 2022 | 1 | 2 | R1 | R2 | Total |
| --------------------------- | ------------------------ | - | - | -- | -- | ----- |
| Hikaru Nakamura (USA)       | 2750                     | ½ | ½ | 1  | 1  | 3     |
| Shakhriyar Mamedyarov (AZE) | 2776                     | ½ | ½ | 0  | 0  | 1     |

#### Demi-finale 2
| Nom                   | Classement Elo mars 2022 | 1 | 2 | R1 | R2 | Total |
| --------------------- | ------------------------ | - | - | -- | -- | ----- |
| Wesley So (USA)       | 2778                     | 1 | 0 | 1  | 1  | 3     |
| Amin Tabatabaei (IRN) | 2623                     | 0 | 1 | 0  | 0  | 1     |

#### Finale
| Nom                   | Classement Elo mars 2022 | 1 | 2 | R1 | R2 | Total |
| --------------------- | ------------------------ | - | - | -- | -- | ----- |
| Hikaru Nakamura (USA) | 2750                     | ½ | ½ | ½  | 0  | 1.5   |
| Wesley So (USA)       | 2778                     | ½ | ½ | ½  | 1  | 2.5   |

## Classement général du Grand Prix
Le tableau suivant montre le classement général du Grand Prix,. Les deux meilleurs joueurs se qualifient pour le Tournoi des Candidats. Si deux ou plusieurs joueurs se trouvent à égalité, le classement final est établi en tenant compte des critères suivants (par ordre décroissant) : nombre de premières places, nombre de secondes places, nombre de points marqués en partie longue, nombre de victoires en partie longue, tirage au sort.
| Rang | Joueur                       | Berlin | Belgrade | Berlin | Points Grand Prix | Pts  | Vict. | Gains    |
| ---- | ---------------------------- | ------ | -------- | ------ | ----------------- | ---- | ----- | -------- |
| 1    | Hikaru Nakamura (USA)        | 13     |          | 10     | 23                | 12.5 | 6     | 42 000 € |
| 2    | Richárd Rapport (HUN)        | 7      | 13       |        | 20                | 11   | 6     | 36 000 € |
| 3    | Wesley So (USA)              | 4      |          | 13     | 17                | 9.5  | 4     | 33 000 € |
| 4    | Levon Aronian (USA)          | 10     |          | 2      | 12                | 10   | 6     | 25 000 € |
| 5    | Dmitri Andreïkine (RUS)      |        | 10       |        | 10                | 5.5  | 2     | 18 000 € |
| 6    | Amin Tabatabaei (IRN)        |        | 3        | 7      | 10                | 7.5  | 4     | 20 000 € |
| 7    | Shakhriyar Mamedyarov (AZE)  |        | 3        | 7      | 10                | 7.5  | 1     | 20 000 € |
| 8    | Leinier Domínguez (USA)      | 7      |          | 2      | 9                 | 7.5  | 4     | 19 000 € |
| 9    | Sam Shankland (USA)          |        | 4        | 4      | 8                 | 7    | 2     | 18 000 € |
| 10   | Maxime Vachier-Lagrave (FRA) |        | 7        | 1      | 8                 | 6.5  | 2     | 18 000 € |
| 11   | Anish Giri (NED)             |        | 7        | 0      | 7                 | 7.5  | 2     | 17 000 € |
| 12   | Vidit Gujrathi (IND)         | 3      | 4        |        | 7                 | 6    | 3     | 17 000 € |
| 13   | Nikita Vitiugov (RUS)        |        | 3        | 3      | 6                 | 6    | 2     | 16 000 € |
| =14  | Alexandr Predke (RUS)        |        | 3        | 1      | 4                 | 5.5  | 2     | 14 000 € |
| =14  | Grigoriy Oparin (RUS)        | 0      |          | 4      | 4                 | 5.5  | 2     | 14 000 € |
| =16  | Andrey Esipenko (RUS)        | 4      |          | 0      | 4                 | 5    | 2     | 14 000 € |
| =16  | Vincent Keymer (GER)         | 0      |          | 4      | 4                 | 5    | 2     | 14 000 € |
| 18   | Radosław Wojtaszek (POL)     | 4      |          |        | 4                 | 3.5  | 1     | 9 000 €  |
| 19   | Vladimir Fedoseev (RUS)      | 2      | 1        |        | 3                 | 5.5  | 3     | 13 000 € |
| 20   | Yu Yangyi (CHN)              |        | 0        | 3      | 3                 | 5.5  | 0     | 13 000 € |
| 21   | Daniil Dubov (RUS)           | 3      |          | 0      | 3                 | 5    | 1     | 13 000 € |
| 22   | Alexander Grischuk (RUS)     | 2      | 0        |        | 2                 | 5    | 1     | 12 000 € |
| 23   | Pentala Harikrishna (IND)    | 2      | 0        |        | 2                 | 4.5  | 0     | 12 000 € |
| 24   | Étienne Bacrot (FRA)         | 0      | 2        |        | 2                 | 4    | 0     | 12 000 € |
| 25   | Alexei Shirov (ESP)          | 0      | 1        |        | 1                 | 4    | 1     | 11 000 € |
| 26   | Ding Liren (CHN)             |        |          |        | 0                 | 0    | 0     | 0 €      |

| Légende du tableau | Légende du tableau | Légende du tableau | Légende du tableau | Légende du tableau | Légende du tableau | Légende du tableau | Légende du tableau | Légende du tableau | Légende du tableau |
| ------------------ | ------------------ | ------------------ | ------------------ | ------------------ | ------------------ | ------------------ | ------------------ | ------------------ | ------------------ |
|                    | N'a pas participé  |                    | Éliminé en poule   |                    | Demi-finaliste     |                    | Finaliste          |                    | Vainqueur          |